# ごろつき無宿
ごろつき無宿（ごろつきむしゅく）は、1971年6月25日に公開された日本映画。製作は東映（東京撮影所）。監督は降旗康男。

## あらすじ
九州の炭坑夫・武田勇は、落盤事故で死んだ父の遺書で東京へ出る。汽車の中で上京するバレーボール選手・ゆきと知り合い、将来の夢を語り合う。勇は、偶然に暴力団唐沢組の仕事を引き受けることになった。母に送金するために、唐沢組のお先棒をかついだ勇は仕事の内容を知り、唐沢組に金を返して拡張予定地に住む往民の一人となって働くことになった。勇の正義感を見込んでテキヤの親分が目をかけてくれるが…。

## スタッフ
- 企画：俊藤浩滋、矢部恒
- 監督：降旗康男
- 脚本：伊藤俊也、沢井信一郎
- 撮影：林七郎
- 音楽：渡辺岳夫
- 美術：北川弘
- 照明：元持秀雄
- 編集：田中修
- 録音：広上益弘
- 助監督：小平裕
- 記録：山内康代
- 擬斗：日尾孝司
- 進行主任：東一盛
- 演技事務：和田徹
- 現像：東映化学工業株式会社

## 出演
- 武田勇：高倉健
- 秋本ゆき：奈美悦子
- 浅川あや子：葉山葉子
- 年坊：梅地徳彦
- 勇の父：加藤嘉
- 勇の母：北林谷栄
- 年坊の母：月丘千秋
- 角田：田中春男
- 部長：穂積隆信
- 医者：近藤宏
- 工場長：永井秀明
- 年坊の父：長谷川弘
- 露天商：太古八郎
- チンピラ：佐藤京一、小林稔侍
- 石倉三郎※ノンクレジット
- 唐沢重吉：渡辺文雄
- 唐沢組幹部：汐路章
- 唐沢組子分：中田博久
- 東一夫：南利明
- スーパーの社長：由利徹
- 上田常吉：山本麟一
- 浅川源造：志村喬

ほか
| スタブアイコン | サブスタブ | この項目は、まだ閲覧者の調べものの参照としては役立たない、映画に関連した書きかけの項目です。この項目を加筆・訂正などしてくださる協力者を求めています（P:映画/PJ:映画）。 |